# علاج مداومة
علاج المداومة (بالإنجليزية: Maintenance therapy)‏ هو علاج مصمم للمساعدة في نجاح العلاج الأساسي.

## الأمثلة
يعطى العلاج الكيميائي لبعض مرضى السرطان في فترة الهدأة لغرض محاولة منع الانتكاس.
كما يعطى علاج المُدَاوَمَة لبعض الأمراض التي لا تشفى والأمراض المزمنة مثل أمراض دواعم السن وداء كرون والتهاب القولون التقرحي.